# Invicta Watch Group
Invicta Watch Group, ou plus simplement Invicta, est une marque horlogère dont le siège se situe à Hollywood en Californie. 
Elle a été fondée à l'origine en 1837 par Raphael Picard à La Chaux-de-Fonds en Suisse.

## Histoire
Invicta est fondé par Raphael Picard en 1837 lorsqu'il s'installe à La Chaux-de-Fonds, berceau de l'industrie horlogère helvétique, pour fonder sa manufacture horlogère. Mais à l'inverse de la plupart des manufactures suisses, l'idée de Raphael Picard est de proposer des montres accessibles financièrement tout en bénéficiant de la qualité helvétique. La marque connait un succès croissant jusqu'au milieu des années 1970 où Invicta écoule jusqu'à 40 000 de ses montres mécaniques à remontage manuel par mois. Une technique simple, mais qui permet un prix de vente particulièrement attractif.
Mais en 1980, Invicta est déclaré en faillite et vendue en 1983 à Ondix S.A qui reprend la fabrication des montres en Suisse. Toutefois, les ventes ne permettent plus à Invicta d'être rentable et Ondix dépose à son tour le bilan et la fabrique horlogère est reprise par des investisseurs américains en 1991.
En 2016, Invicta rachète à son tour le fabricant horloger Glycine.

## Production
Dans les années 2000, Invicta produit pas moins de 1 000 modèles différents, proposant une très grande variété de styles.
La marque est notamment connue pour proposer des montres « hommages », c'est-à-dire fortement inspirées de modèles de grandes marques. Ainsi, la Pro Diver évoque la célèbre Submariner de Rolex.
Pour la saison 2022-2023 de la National Hockey League, Invicta lance une collection de montres aux couleurs des différentes franchises à la suite d'un accord avec la NHL. 